# Sphaerobunus pulcher
Sphaerobunus pulcher is een hooiwagen uit de familie Gonyleptidae.